# 艾希施泰特-英戈尔施塔特天主教大学
艾希施泰特-英戈尔施塔特天主教大学（德語：Katholische Universität Eichstätt-Ingolstadt）是世界上200多所天主教大学中的一所，同时也是德国境内唯一一所天主教大学。